# Aricidea brevicornis
Aricidea brevicornis är en ringmaskart som beskrevs av Hartmann-Schröder 1962. Aricidea brevicornis ingår i släktet Aricidea och familjen Paraonidae. Inga underarter finns listade i Catalogue of Life.